# Come Clarity
Come Clarity — восьмий студійний альбом шведського мелодік дез-метал гурту In Flames.

## Список пісень
Всі пісні написані Андерсом Фріденом, Бйорном Гелотте і Єспером Стрьомбладом.
1. «Take This Life» — 3:35
2. «Leeches» — 2:55
3. «Reflect the Storm» — 4:16
4. «Dead End» — 3:22
5. «Scream» — 3:12
6. «Come Clarity» — 4:15
7. «Vacuum» — 3:39
8. «Pacing Death's Trail» — 3:00
9. «Crawl Through Knives» — 4:02
10. «Versus Terminus» — 3:18
11. «Our Infinite Struggle» — 3:46
12. «Vanishing Light» — 3:14
13. «Your Bedtime Story Is Scaring Everyone» — 5:25

## Список учасників

### Члени гурту
- Андерс Фріден — вокал
- Єспер Стрьомблад — гітара
- Бйорн Гелотте — гітара
- Петер Іверс — бас-гітара
- Даніель Свенссон — ударні

### Запрошувані музиканти
- Ер'ян Ернклоо — клавішні і програмування
- Uppsala Poker HC Crew — додатковий вокал в «Scream»
- Ліза Місковскі — додатковий вокал в «Dead End».